# Szmeńki
Szmeńki (ukr. Шменьки) – wieś na Ukrainie w rejonie kowelskim, w obwodzie wołyńskim, położona nad rzeką Prypeć. W II Rzeczypospolitej miejscowość wchodziła w skład gminy wiejskiej Zabłocie w powiecie kowelskim województwa wołyńskiego.
Do 2020 w rejonie ratnieńskim.